# Whitechapel (banda)
Whitechapel é uma banda americana de deathcore originária de Knoxville, Tennessee. A banda recebeu o nome do distrito de Whitechapel, no leste de Londres, Inglaterra, onde Jack, o Estripador, cometeu uma série de assassinatos. O grupo é composto pelo vocalista Phil Bozeman, pelo guitarrista principal Ben Savage, pelo guitarrista base Alex Wade, pelo baixista Gabe Crisp e pelo terceiro guitarrista Zach Householder. Fundada em 2006 por Phill e Ben, a banda lançou oito álbuns de estúdio e quatorze vídeos musicais, e atualmente está sob contrato com a gravadora Metal Blade Records. O álbum A New Era of Corruption de Whitechapel, lançado em 2010, vendeu cerca de 10.600 cópias nos Estados Unidos na primeira semana de lançamento e estreou na posição 43 na parada Billboard 200. O quarto álbum autointitulado da banda foi lançado em 2012 e estreou na posição 47 na Billboard 200, vendendo aproximadamente 9.200 cópias na primeira semana. Em 2014, a banda lançou seu quinto álbum completo, Our Endless War, recebendo críticas geralmente positivas. O álbum vendeu aproximadamente 16.000 cópias na primeira semana e estreou na posição 10 na Billboard 200. Eles lançaram o sexto álbum completo, Mark of the Blade, em 2016, recebendo maior aclamação crítica e vendendo aproximadamente 8.000 cópias na primeira semana de lançamento. Em 2019, Whitechapel lançou seu sétimo álbum, The Valley, que estreou na posição 143 na Billboard 200, também recebendo aclamação crítica. Seu álbum mais recente, Kin, foi lançado em 29 de outubro de 2021.

## História

### Formação eThe Somatic Defilement(2006-2007)
Whitechapel foi fundada em fevereiro de 2006 por residentes de Knoxville, Phil Bozeman, Brandon Cagle e Ben Savage. Logo se juntaram a eles Alex Wade como guitarrista, juntamente com o baixista Gabe Crisp e o baterista Derek Martin. O grupo gravou suas primeiras demos em março daquele ano. Deram a si próprios o nome do distrito de Whitechapel, em Londres, onde Jack, o Estripador, cometeu seus assassinatos. Em 2007, a banda assinou contrato com a Siege of Amida Records no Reino Unido e a Candlelight Records na América do Norte. Mais tarde, incorporaram o novo baterista Kevin Lane e lançaram o álbum de estreia completo, The Somatic Defilement, em junho daquele ano. Cagle teve que deixar a banda após um acidente de moto que o deixou incapaz de tocar guitarra; Zach Householder foi trazido como substituto.

### This Is Exile(2007–2010)
Em outubro de 2007, a banda assinou contrato com a Metal Blade Records. Em 2008 lançam seu segundo álbum, intitulado This Is Exile. O álbum atingiu o nº 118 na Billboard Top 200. Em maio de 2008, a banda excursionou na turnê The Summer Slaughter e em agosto de 2008 eles começaram sua primeira turnê como atração principal com as bandas Impending Doom, A Different Breed of Killer e Through the Eyes of the Dead.
Em 2008 eles estavam começando a turnê com bandas mais populares, como Parkway Drive e Unearth na turnê Never Say Die!. Eles produziram um vídeo para a música  "Possession", junto com uma de "This Is Exile". Whitechapel também excursionou no Rockstar Mayhem Festival no Palco Hot Topic, juntamente com as bandas Job for a Cowboy, Cannibal Corpse, Behemoth e The Black Dahlia Murder e ao lado de bandas do palco principal, como Slayer e Marilyn Manson, que lideraram a turnê.
Whitechapel excursionou com Darkest Hour e Trivium em 2009 e 2010 na turnê "Into the Mouth of Hell".

### A New Era of Corruption(2010–2011)
Whitechapel gravou os álbuns The Somatic Defilement e This Is Exile de 27 dezembro à 31 março com Jason Suecof como o produtor. A banda anunciou no início do verão de 2010 a data de lançamento para o novo álbum. O nome do álbum foi mais tarde confirmado para ser A New Era of Corruption. Uma música do A New Era of Corruption, intitulada "The Darkest Day of Man" foi realizada ao vivo antes do lançamento do álbum. Meses depois ele foi lançado como streaming de mídia on-line. A New Era of Corruption foi lançado em 8 de Junho de 2010, e vendeu cerca de 10.600 cópias nos Estados Unidos em sua primeira semana de lançamento e estreou na posição 43 na Billboard 200.
A ênfase do Whitechapel foi de buscar uma audiência mais ampla em vez de se concentrar exclusivamente em seu grupo de fãs mais fiéis. Como resultado dessa abordagem, a banda teve a oportunidade de se apresentar em eventos importantes, como o California Metal Fest IV e o Warped Tour de 2010. Esses eventos são conhecidos por atrair grandes públicos e proporcionaram ao Whitechapel maior visibilidade e reconhecimento em cenários mais amplos. A banda também foi anunciada para participar do Download Festival em 2010, e será uma parte da segunda fase apresentada. Em turnê liderando nos Estados Unidos com Impending Doom, Oceano, I Declare War e Miss May I foi realizada antes do final de novembro. Em dezembro de 2010, o baterista Kevin Lane deixou voluntariamente o grupo para retornar à faculdade, devido ao fato de que seu tornozelo não estava em condições ideais e isso prejudicaria o Whitechapel. O ex-baterista do Knights of the Abyss, Benjamin Harclerode se juntou à formação substituindo Lane. Um vídeo ao vivo da música "Breeding Violence" foi lançado em 7 de Setembro de 2011. Whitechapel fez uma turnê liderando pelos Estados Unidos intitulado "The Welcome To Hell" com The Acacia Strain, Veil of Maya, Chelsea Grin e I Declare War entre fevereiro e março de 2011. Esta turnê foi seguida por outra turnê de mesmo nome na Europa com The Strain Acacia como apoio direto e Impending Doom abrindo o show. Whitechapel também co-liderou a turnê Summer Slaughter, ao lado de The Black Dahlia Murder. No outono e inverno de 2011, Whitechapel vai embarcar em uma turnê pelos Estados Unidos com o The Devil Wears Prada, For Today e Enter Shikari.

### Recorruptede quarto álbum autopublicado (2012–2013)
Em 28 de setembro, o Whitechapel lançou uma nova música intitulada "Section 8" e confirmou o lançamento de um EP de edição limitada chamado Recorrupted; o EP foi lançado em 8 de novembro de 2011.
Whitechapel faze uma turnê nos Estados Unidos intitulada "The Recorruptour" com Miss May I, After the Burial, Within the Ruins, The Plot in You e Structures ao longo de março e maio de 2012. Whitechapel são indicados para participar de todo o  Mayhem Festival 2012.
Seu quarto álbum autointitulado, lançado em 19 de junho pela Metal Blade Records, estreando na posição 47 na parada Billboard 200, vendendo aproximadamente 9.200 cópias na primeira semana. O primeiro single, intitulado "Hate Creation", foi lançado em 30 de abril pelo canal do YouTube da Metal Blade Records.. Eles fizeram a turnê Brothers of Brutality em janeiro e fevereiro, com The Plot in You, Obey the Brave, Unearth e Emmure, além de realizarem a turnê "Don't Pray for Us" com Asking Alexandria, Motionless in White, Chimaira e I Killed the Prom Queen.
Em 16 de abril de 2013, foi lançada uma edição remixada e remasterizada de seu álbum de estreia, The Somatic Defilemen", via Metal Blade Records.

### Our Endless War(atualmente)
A banda anunciou através do Twitter e Instagram que um novo álbum seria gravado no final de 2013. Com este anúncio, eles lançaram um vídeo de um novo riff de guitarra. Em 31 de agosto de 2013 a banda anunciou via Facebook que a gravação da bateria já tinha começado. Em 29 de novembro de 2013, o vocalista Phil Bozeman afirmou via YouTube que o último dia da banda no estúdio seria 09 de dezembro, e disse que até então, tudo deve ser feito e pronto para ser enviado para mixagem e masterização. Ele afirmou que ainda não havia data de lançamento para o álbum, mas simplesmente disse que "no próximo ano, em algum momento depois do Natal." Em 7 de dezembro, a banda postou uma prévia do novo álbum sendo gravado em um estúdio no Facebook e YouTube. Em 10 de dezembro, a banda anunciou que a gravação do álbum tinha sido concluído. Em 26 de fevereiro de 2014, foi anunciado o novo álbum seria chamado Our Endless War, e o primeiro single do álbum, "The Saw is the Law" foi lançado. Eles também anunciaram uma data na América do Norte para 29 de abril de 2014, e lançaram a capa do álbum e a lista de faixas no mesmo dia. Our Endless War recebeu críticas mistas após seu lançamento. Em 20 de fevereiro de 2015, a banda lançou um vídeo para a faixa "Let Me Burn". Foram lançados um vídeo de letra e de uma apresentação ao vivo para a faixa-título, "Our Endless War", e um videoclipe para "Worship the Digital Age". Eles lançaram um álbum ao vivo intitulado The Brotherhood of the Blade em 30 de outubro de 2015.

### Mark of the Blade(2015–2017)
Em 13 de setembro de 2015, Phil Bozeman informalmente anunciou em um vlog no YouTube que a banda estava atualmente no processo de composição de um novo álbum intitulado Mark of the Blade. O álbum foi lançado em 24 de junho de 2016.
Em 9 de agosto de 2017, Ben Harclerode anunciou via Twitter que havia se separado da banda, afirmando "...foi a decisão mais difícil que já tomei, mas eu estava verdadeiramente infeliz e precisava que acontecesse."

### The Valley(2018-2020)
Em 2 de novembro de 2018, a banda anunciou que o sétimo álbum de estúdio, The Valley, seria lançado em 29 de março de 2019, pela Metal Blade Records, e a primeira música, "Brimstone", foi publicada. A sonoridade solidifica uma mudança em seu som, anteriormente deathcore, para um som mais melódico de metal.
Em 20 de fevereiro de 2019, a banda lançou um videoclipe para a música "When a Demon Defiles a Witch".
Em 21 de março de 2019, a banda lançou um videoclipe para "Hickory Creek". A música consiste quase inteiramente de vocais limpos ou melódicos, em forte contraste com grande parte de seus trabalhos anteriores. O vídeo termina com uma dedicatória à mãe do vocalista, "Theresa Leslie Bozeman", que faleceu em 2000. Isso se assemelha ao tributo no final do videoclipe de 2016 para a música "Bring Me Home", que conclui com uma homenagem ao pai de Bozeman, Michael Gary Bozeman, que faleceu em 1995.
Em 14 de abril de 2020, uma versão acústica de "Hickory Creek" foi lançada. Esta é a primeira música do Whitechapel a apresentar vocal totalmente limpo.

### Kin(2020-presente)
Em 23 de setembro de 2020, o guitarrista Alex Wade revelou durante o programa "Mosh Talks" da Knotfest.com que as gravações para o próximo álbum do Whitechapel já haviam começado. Wade afirmou que a Pandemia de COVID-19 lhes proporcionou tempo para criar um novo álbum e que, mais uma vez, seria produzido por Mark Lewis. Ele também declarou que o álbum incluirá vocais limpos e melodia, além da pesada característica pela qual a banda é conhecida. O álbum foi lançado em 29 de outubro de 2021.
Em 30 de agosto de 2021, o Whitechapel revelou o título do álbum como Kin, com lançamento que estava agendado para 29 de outubro de 2021. A banda lançou o primeiro single de Kin, intitulado "Lost Boy", em 31 de agosto de 2021. Um segundo single, "A Bloodsoaked Symphony", foi lançado em 23 de setembro de 2021. O terceiro e último single do álbum antes do lançamento, intitulado "Orphan", estreou em 14 de outubro de 2021, pouco mais de duas semanas antes do lançamento de Kin. Contrariamente aos singles anteriores, "Orphan" teve um ritmo muito mais lento, se assemelhando a uma balada, e apresenta vocais totalmente limpos. Kin foi eleito pela Loudwire como o 37º melhor álbum de rock/metal de 2021.
Em 3 de setembro de 2021, a banda anunciou que Alex Rüdinger seria o baterista oficial. Ele havia sido o baterista ao vivo da banda desde 2019. No entanto, em 7 de dezembro de 2021, Rüdinger anunciou que havia deixado a banda e que nunca foi um membro em tempo integral, apenas um membro de estúdio, e que o anúncio da banda foi feito prematuramente.

## Influências
Whitechapel é geralmente considerado como deathcore, metal progressivo, death metal e groove metal. Esses rótulos abrangem uma variedade de elementos musicais, refletindo a diversidade do som da banda, que incorpora características de diferentes estilos dentro do espectro do metal. O grupo é influenciados por uma grande variedade de bandas como Cannibal Corpse, Meshuggah, Slipknot, Dying Fetus, Bloodbath, Pantera, Metallica, Slayer, Suffocation, Deftones, Despised Icon, Behemoth, Nile, Gojira, Vader, Necrophagist, Carcass, Aborted, Amon Amarth, Agnostic Front, Deicide, Morbid Angel, Napalm Death, Entombed e Cattle Decapitation.
Em uma entrevista, Bozeman disse: "Eu e Ben [Savage] somos mais do tipo death metal, como Cannibal Corpse e Bloodbath. Zach [Householder] também é, mas ele se inclina mais para o black metal épico, metal europeu e black metal norueguês. E ele traz consigo muita influência disso. Alex [Wade] tem mais um histórico hardcore, e essa é a influência dele."
No álbum Mark of the Blade de 2016 do Whitechapel, as músicas "Bring Me Home" e "Decennium" foram as primeiras a apresentar o vocalista principal Phil Bozeman realizando vocais limpos. Bozeman continuou a usar vocais limpos nas músicas "When a Demon Defiles a Witch", "Hickory Creek" e "Third Depth", no álbum de 2019 "The Valley", assim como na maioria de Kin lançado posteriormente. Essa inclusão de vocais limpos representa uma expansão no estilo musical da banda, indo além das características tradicionais do deathcore.

## Integrantes
| Atuais - Phil Bozeman – vocais (2006–presente) - Ben Savage – guitarra principal (2006–presente) - Alex Wade – guitarra rítmica (2006–presente) - Gabe Crisp – baixo (2006–presente) - Zach Householder – terceira guitarra (2007–present) Membros de turnês atuais - Brandon Zackey – bateria (2022–presente) | Ex-membros - Derek Martin – bateria (2006–2007) - Brandon Cagle – terceira guitarra (2006–2007) - Kevin Lane – bateria (2007–2011) - Ben Harclerode – bateria (2011–2017) Ex-membros de turnê/estúdio - Gavin Parsons – bateria (2011) - Chason Westmoreland – bateria (2017) - Ernie Iniguez – bateria (2017–2019) - Alex Rüdinger – bateria (2019–2021) |

Discografia
Álbums de estúdio
- The Somatic Defilement (2007)
- This Is Exile (2008)
- A New Era of Corruption (2010)
- Whitechapel (2012)
- Our Endless War (2014)
- Mark of the Blade (2016)
- The Valley (2019)
- Kin (2021)

EPs
- Recorrupted (2011)

## Videografia
| Ano  | Titúlo                                     | Diretor           |
| ---- | ------------------------------------------ | ----------------- |
| 2008 | "This Is Exile"                            | David Brodsky     |
| 2008 | "Possession"                               | David Brodsky     |
| 2009 | "Eternal Refuge"                           | Abstrakt Pictures |
| 2010 | "The Darkest Day of Man"                   | David Brodsky     |
| 2011 | "Breeding Violence"                        | Scott Hansen      |
| 2012 | "I, Dementia"                              | David Brodsky     |
| 2012 | "Possibilities Of An Impossible Existence" | Strati Hovartos   |